# 술의 역사

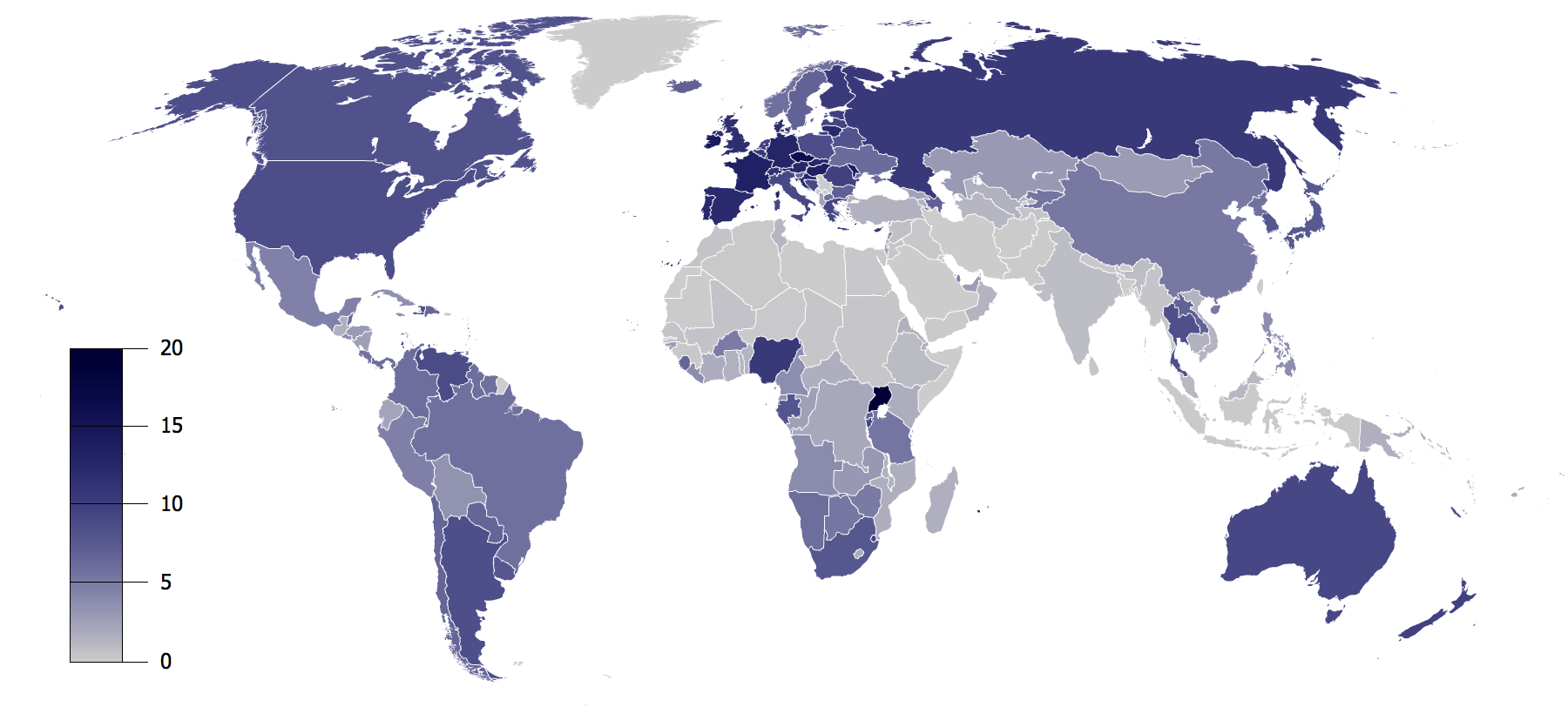
순수 알코올 리터 단위로 기록된 15세 이상 1인당 연간 술 소비량

술의 역사(영어: history of alcoholic drinks)는 고대부터 현대에 이르기까지 술에 관한 역사에 대해 기술한다. 의도적으로 술을 생산하는 것은 일반적이며, 보통 지리적 및 사회적 조건만큼 문화적 및 종교적 특성을 반영한다.
석기 시대 말에 사용된 주전자의 발견은 의도적으로 발효시킨 음료가 적어도 신석기 시대(기원전 10,000년 경)에 존재했음을 시사한다.

## 같이 보기
- 맥주의 역사
- 포도주의 역사
- 유럽의 술 선호도